# Prima Porta
Prima Porta är Roms femtioåttonde zon och har beteckningen Z. LVIII. Namnet Prima Porta syftar på en akveduktbåge över Via Flaminia; denna båge utgjorde en sorts stadsport och var det första resenärer och pilgrimer såg av Rom.
Zonen Prima Porta bildades år 1961. 
Prima Porta gränsar till Formello, Sacrofano, Riano, Marcigliana, Labaro, La Giustiniana och Isola Farnese.

## Kyrkobyggnader
- Cappella del Casale di Malborghetto 42°03′08″N 12°29′13″Ö / 42.052178°N 12.486908°Ö
- Santi Urbano e Lorenzo a Prima Porta
- Sant'Elisabetta
- Sant'Alfonso de' Liguori
- Santi Elisabetta e Zaccaria
- Cimitero Flaminio
- San Michele Arcangelo al Flaminio

## Arkeologiska lokaler
- Villa di Quarto di Montebello
- Villa romana del Cimitero Flaminio
- Villa della Via Tiberina
- Livias villa ad gallinas albas
- Cisterna romana presso la Villa di Livia
- Tomba delle Centocelle
- Arco presso Santi Urbano e Lorenzo
- Tummulo di Monte Oliviero
- Villa della Terma

## Övrigt
- Torre di Pietra Pertusa
- Arco di Malborghetto
- Torre di Orlando eller di Prima Porta
- Lapide di Pio X a Prima Porta, vid Piazza di Saxa Rubra. 42°00′05″N 12°29′35″Ö / 42.001315°N 12.493151°Ö

## Kommunikationer
- Järnvägsstationen Prima Porta på linjen Roma-Civitacastellana-Viterbo

## Bilder
| - Santi Urbano e Lorenzo a Prima Porta. - San Michele Arcangelo al Flaminio. - Sant'Alfonso Maria de Liguori. - Cappella del Casale di Malborghetto. |